# Gaudenci de Novara
|  | Per a altres significats, vegeu «Gaudenci». |

Gaudenci de Novara (Ivrea, província de Torí, 327 - Novara, 22 de gener de 418) fou un religiós, bisbe de Novara. És venerat com a sant per diverses confessions cristianes.

## Biografia
Gaudenci fou convertit al cristianisme pel bisbe Eusebi de Vercelli. Fou amic d'Ambròs de Milà i va predicar la nova fe a la regió de Novara. El successor d'Ambròs, Simplicià, el consagrà bisbe de Novara en 398, formant una nova diòcesi que se separà de la milanesa.

## Veneració
Venerat com a patró de la ciutat i la diòcesi de Novara, se li dedicà la Basilica di San Gaudenzio, amb una altíssima cúpula d'Alessandro Antonelli. És sebollit a la cripta d'aquesta basílica.

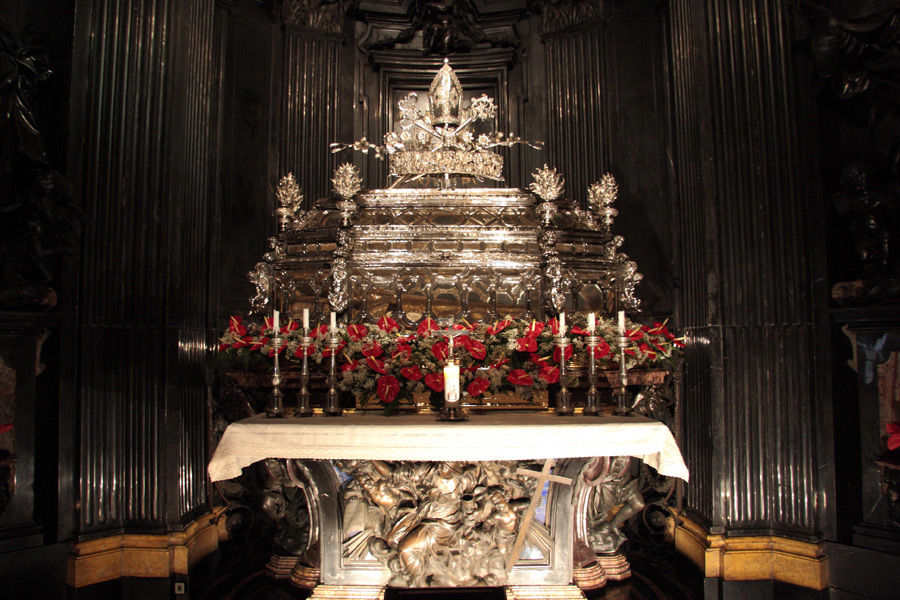
Urna-reliquiari del sant a la basílica de Novara
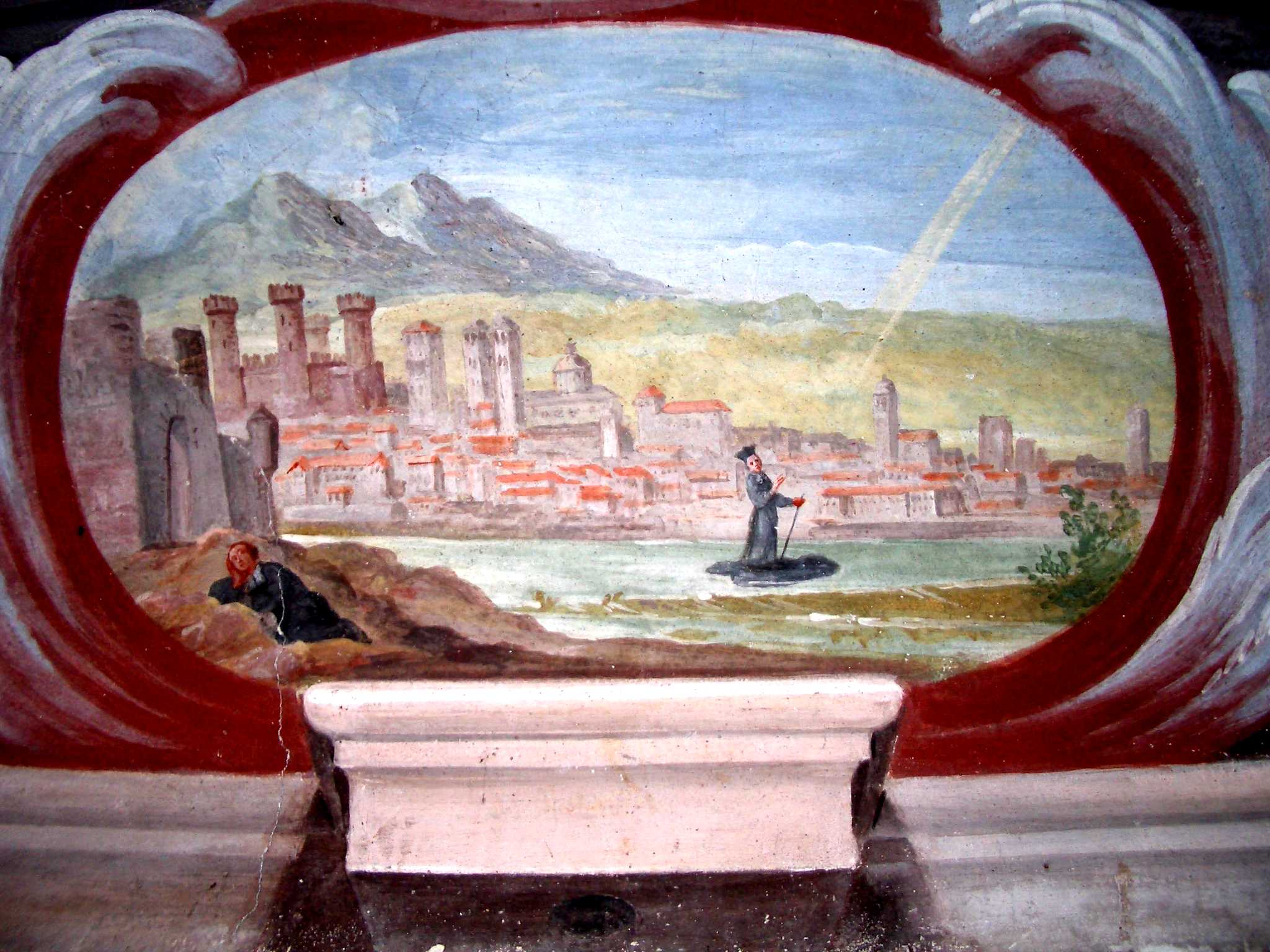
Gaudenci marxa d'Ivrea, fresc de Luca Rossetti (Ivrea)
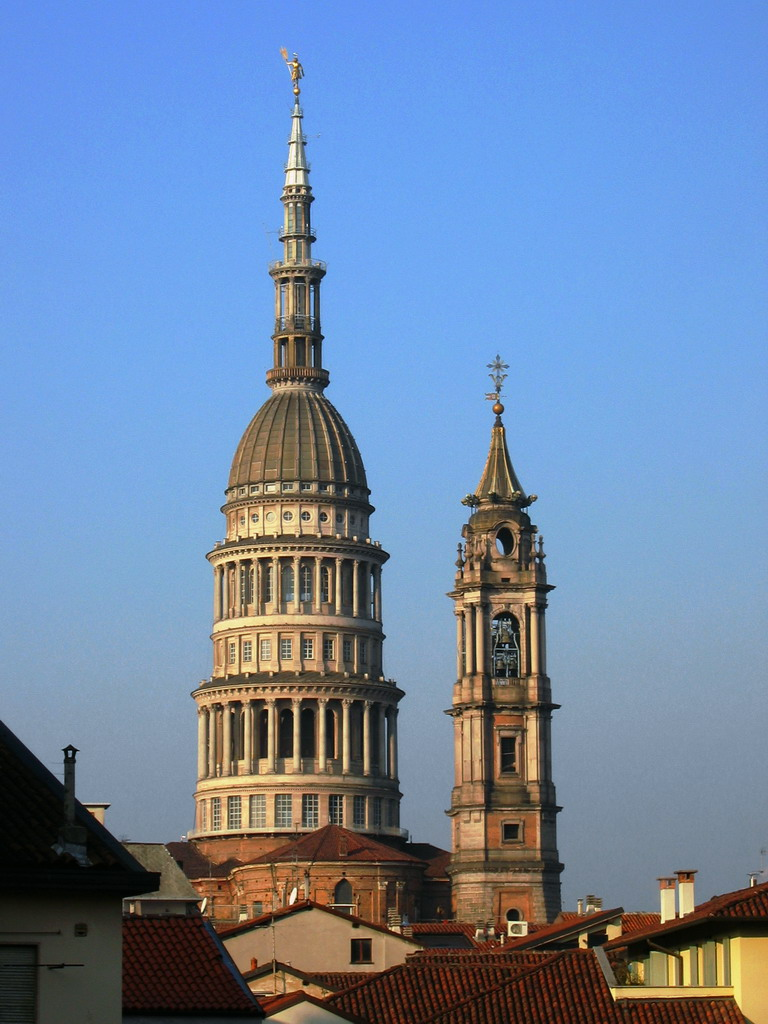
Basílica de S. Gaudenzio (Novara)